# Nelly Martins Ferreira Candeias
Nelly Martins Ferreira Candeias (11 de abril de 1930 - 27 de janeiro de 2021) nasceu em São Paulo. Foi uma socióloga, sanitarista e Professora Titular aposentada da Faculdade de Saúde Pública da  Universidade de São Paulo. Fez seus estudos primário e secundário no Colégio Des Oiseaux. Aos 19 anos, casou-se com o médico português José Alberto Neves Candeias, filho de Alberto Candeias, professor e oceanógrafo Português, e de Angelina Neves Candeias, também ele Professor Titular do Departamento de Microbiologia.

## Biografia
Bacharel e licenciada em Ciências Sociais pela Faculdade de Filosofia, Letras e Ciências Humanas da Universidade de São Paulo, em 1968. Fez estágio na London School of Economics and Politics, em Londres, sob orientação do Professor Octávio Ianni e supervisão do Professor Emmanuel de Kadt, e pós-graduação na School of Public Health, University of California, Berkeley. Ao regressar ao Brasil, passou a integrar a Faculdade de Saúde Pública da Universidade de São Paulo, como docente da disciplina Educação/Promoção em Saúde do Departamento de Prática de Saúde Pública da referida Faculdade Trabalhou com o professor Diogo Pupo Nogueira, Professor Emérito da Faculdade de Saúde Publica, titular da Disciplina de Saúde Ocupacional do Departamento de Saúde Ambiental da Faculdade de Saúde Pública da Universidade de São Paulo. Criou o Centro de Estudos e Documentação de Educação, Comunicação e Promoção da Saúde no Trabalho (CEDECOM), pelo qual foi responsável até a data de sua aposentadoria, período em que pesquisou riscos de saúde de metalúrgicos na ativa e aposentados.  Trabalhou em projetos internacionais com os professores Lawrence W. Green, da Universidade do Texas, e Snehendu Karr, da Universidade da California, UCLA. Em 1985 recebeu prêmio da Fundação Odebrecht, por estudo intitulado Saúde Ocupacional no Brasil, publicado por aquela Associação e pela FUNDACENTRO São Paulo.
Master in Public Health pela Universidade da Califórnia, Doutora, Livre Docente e Professora Titular da FSP/Universidade de São Paulo, com estágios na London School of Economics and Politics e no Health Services Research Center, em Chapel Hill. Títulos concedidos por universidades americanas: “Adjunct Research Associate" da Universidade da Carolina do Norte; "Faculty Associate" da Universidade do Texas; “Center Associate” do G. Sheps Center, Universidade da Carolina do Norte. “Principal Investigator” da Organização Mundial da Saúde e consultora da UNESCO/Nações Unidas e OMS. Primeira mulher a representar a América Latina no “Board of Trustees” do “International Union for Health Education”, Kellogg Fellow, Who’s Who in the World, 1989-1990.
Entre suas publicações, destacam-se: 
- 1984 – História da Faculdade de Saúde Pública, artigo comemorativo do cinquentenário da USP, por designação do Diretor da Faculdade de Saúde Pública/USP, *1985; Saúde Ocupacional no Brasil, um Compromisso Incompleto, livro premiado pela Fundação ODEBRECHT, publicado e divulgado por essa fundação e pela FUNDACENTRO/SP.

## Formação e atividade
Curso primário e secundário, Colégio das Cônegas de Santo Agostinho, Des Oiseaux, 1937 – 1945; Curso Colegial, Colégio Estadual de São Paulo, 1963; Curso de Ciências Sociais, Faculdade de Filosofia, Ciências e Letras da Universidade de São Paulo, 1964-1968; Estágio na "London School of Economics and Political Science", 1966 – 1967; Curso de Especialização em Dinâmica Populacional, Faculdade de Higiene e Saúde Pública, USP, 1968; Curso de Pós-Graduação em Ciências Sociais, Faculdade de Filosofia, Letras e Ciências Humanas, Universidade de São Paulo, 1968-1970; Curso de Mestrado na "School of Public Health, University of California", Berkeley, 1971-1973; após o término do mestrado preparou o plano de sua pesquisa de doutorado na School of Public Health, University of California, Berkeley; Curso de Doutorado, na Faculdade de Saúde Pública, Universidade de São Paulo, 1973-1979. Curso sobre “Consultation Skills”, National Institute for Applied Behavioral Science, 1972; Curso sobre Training Theory And Practice, National Institute for Applied Behavioral Science, 1972.
- Títulos universitários no Brasil - Bacharel em Ciências Sociais, Faculdade de Filosofia, Ciências e Letras da Universidade de São Paulo, 1968; Licenciada em Ciências Sociais, Faculdade de Filosofia, Ciências e Letras da Universidade de São Paulo, 1968; pós-graduada em Ciências Sociais (Sociologia), 1970; Doutor em Saúde Pública, Faculdade de Saúde Pública, Universidade de São Paulo, título obtido com distinção, nota dez, no dia 22 de março de 1979, tendo defendido a tese "Educação em Saúde na Prevenção do Risco Pré-Natal e Interconcepcional"; Professora Livre-Docente, Faculdade de Saúde Pública, USP, tendo defendido a tese "Educação em Saúde na Prevenção do Risco de Desmame Precoce”, título obtido com distinção, nota dez, no dia 11 de fevereiro de 1982; Professora Adjunta, Faculdade de Saúde Pública da Universidade de São Paulo, em 25 de novembro de 1985; Professora Titular na disciplina de Educação em Saúde, Faculdade de Saúde Pública, Universidade de São Paulo, em dezembro de 1988.

- Títulos universitários nos Estados Unidos - Master in Public Health, Universidade da California, Berkeley, USA, 1973; após o término do curso de mestrado, recebeu bolsa da organização Mundial da Saúde para permaneceu durante mais seis meses, nessa Faculdade, a fim de preparar o plano de sua pesquisa de doutoramento, a realizar-se posteriormente na Universidade de São Paulo; Adjunct Research Associate da Universidade da Carolina do Norte, título que lhe foi concedido pelo "Health Services Research Center" da Universidade da Carolina do Norte, em Chapel Hill, 1983; Faculty Associate, titulo outorgado pela Universidade do Texas, Houston, 1987; Membro do Center Associate do Cecil G. Sheps Center, centro de pesquisa da Universidade da Carolina do Norte, em Chapel Hill, título que lhe foi concedido  em 1995.

- Outros títulos - Assessora Temporária e Consultora da Organização Mundial da Saúde, Consultora da Unesco, Nações Unidas, Presidente da Comissão de Educação para a População, junto ao gabinete do Secretário de Saúde do Estado de São Paulo, Who’s Who in the World, 1989-1990; Principal Investigator da Organização Mundial da Saúde, OPAS/OMS.

- Atividades de Docência no Exterior (EUA, Chile e Uruguay) - School of Public Health, University of California, Berkeley, USA, lecionou no curso para pós-graduados, Group Process: Practice, Theory and Research, School of Public Health, 1972; Facultad de Medicina, Escuela de Enfermaria, Pontifícia Universidad de Chile, Educación para el autocuidado em salud, 1985; Centro latinoamericano de Perinatologia y Desarrollo Himano, Uruguay, OPS, Organização Mundial da Saúde, Introdución a la Salud Pública Materno-Infantil, módulo Educación Comunitária, 1985, com o qual obteve uma distinção sib a forma de carta, assinada pelo Diretor do Centro e pelo  Consultor OPS/OMS, coordenador do curso, salientando que “se destacó por sua brillantez e eficiencia, dando muestras de sus elevadas aptitudes didácticas y su profundo conocimiento del tema”.

- Atividades de Docência no Brasil (São Paulo, Alagoas, Santa Catarina) - Faculdade de Saúde Pública, USP, 1974 – 1997; Curso de Especialização em Saúde Pública para Graduados, opção Educação em Saúde, 1974 – 1997; Curso Componente Educativo dos Programas de Saúde Materno - Infantil, patrocinado pela Organização Mundial da Saúde, OPAS/OMS, em que atuou como coordenadora em 1975; Disciplinas de Pós-Graduação, 1979 – 2000: Teoria e Prática de Saúde Pública; Educação em Saúde Pública na Escola; Problemas de Educação em Saúde Pública; Desenvolvimento de Comunidade e Saúde Pública; Planejamento e Implementação de Programas de Educação e Promoção da Saúde; Métodos de Avaliação de Programas de Educação e Promoção da Saúde; Promoção em Saúde: Teoria e Prática. Escola Paulista de Medicina, Departamento de Medicina Preventiva Curso sobre Planejamento Familiar, 1975; Curso de Administração Hospitalar, 1976. Secretaria de Estado dos Negócios da Administração Curso sobre Educação de Pacientes em Ambiente Hospitar; Secretaria de Saúde e Serviço Social, Estado de Alagoas: Curso sobre Planejamento do Componente Educativo de Programa de Saúde pública, 1980; Associação Paulista de Saúde Pública: Aspectos Metodológicos da Pesquisa Científica; Associação Catarinense de Saúde Pública: Supervisão. Dinâmica de Grupo, Liderança e Equipe Multiprofissional.

- Atividades Profissionais (Cargos e Funções) - Chefe do Departamento de Prática de Saúde Pública da Faculdade de Saúde Pública, USP, 1990-1991; Consultora das Nações Unidas, UNESCO, em Ann Arbor, Michigan, EUA, 1974, e em Santiago, Chile, 1978; Consultora da Organização Mundial da Saúde (OMS/OPS), em Berkeley, Califórnia, 1974; em Washington, D.C., em 1975; Coordenadora Executiva de Programa da Escola Paulista de Medicina, 1975 a 1977; Assessora da Prefeitura do Município de São Paulo, na Divisão do Controle de Zoonoses, 1979; Coordenadora da Memória Histórica da Faculdade de Saúde Pública, USP, de 1980 a 1985, ocasião em que, como coordenadora, foi responsável pela organização da Exposição e das Sessões Comemorativas do Cinquentenário da Revolução de 32; no Brasil, em 1976; no Brasil, em 1980; no Brasil, em 1985,  por solicitação do "Regional Office for Europe; no Brasil, em 1986; Assessora da Secretaria do Estado da Educação,  Coordenadoria de Estudos e Normas Pedagógicas, nos anos de 1979, 1980 e 1981; Assessora da Secretaria de Promoção Social do Estado de São Paulo, 1981; Consultora da Secretaria de Estado da Educação – São Paulo, Coordenadoria de Estudos e Normas Pedagógicas, 1979 a 1981; Membro Consultante da revista de Saúde Pública, a partir de 1983; Membro de Grupo de Trabalho na Campanha Educativa de Incentivo ao Aleitamento Materno, da Secretaria do Estado da Saúde, de 1981 a 1984; "Kellogg Fellow", a partir de 1983, após permanecer, por 6 meses, no "Health Services Research Center", da Universidade da Carolina do Norte, em Chapel Hill; Coordenadora do Curso de Especialização em Educação em Saúde Pública – ministrada pela disciplina de Educação em Saúde,  por ocasião da aposentadoria de Professora-Titular, em 1984; "Principal Investigator", da Organização Mundial da Saúde (OMS/OPAS), em 1987, ocasião em que recebeu US$30.000 para o estudo dos padrões mínimos da prática da saúde pública no Estado de São Paulo; Presidente de Comissão junto ao Gabinete da Secretaria do Estado da Saúde, de acordo com os objetivos e atribuições definidos na Resolução SS-267 de 10 de agosto de 1987, publicada no Diário Oficial de 1 de agosto de 1987, para atuar como Presidente da Comissão da Educação para a Saúde da População daquela Secretaria; Consultora "AD HOC" do Conselho Nacional de Desenvolvimento Científico e Tecnológico (CNPq), A partir de 1987, para emitir pareceres sobre projetos enviados a essa Instituição; membro da "Kellogg International Health Promotion Network", rede estabelecida com a participação conjunta de Escolas de Saúde Pública da Argentina, Brasil, Chile, México e Estados Unidos; International Union for Health Promotion and Education, Board of Trustes, Member, 1988 a 1995; Scientific Committee, Member, de 1993 a 1996; Federação das Indústrias do Estado de São Paulo, membro do Grupo de Apoio Social, GAS, no período de 1995 a 1998, por designação do Presidente da FIESP, Dr. Carlos Eduardo Moreira Ferreira; Centro de Estudos e Documentação  de Educação, Comunicação e Promoção da Saúde no Trabalho (CEDECOM), responsável pela criação e presidente de 1994 a 2000, ano em que se aposentou; Protocolos de Intenção da Universidade de São Paulo – 1997, responsável pelos Protocolos de Intenção firmados com a Universidade de Milão, Itália, a Fundação MAPFRE, São Paulo, Brasil, o Centro de Documentazione per la Salute, Bologna, Itália Prêmio MAPFRE – USP, responsável pela criação e membro da Comissão Organizadora de Prêmio que concede auxílio financeiro para pesquisas realizadas por professores (1998) e por alunos (1999 e 2000) da Universidade de São Paulo; em 1995 foi indicada para compor o Grupo de Apoio à Comunidade Solidária, presidido pela Profa. Dra. Ruth Cardoso, ocasião em que colaborou na aprovação do Estatuto e Regimento Interno do Programa Comunidade Solidária.

## Pesquisas
- 1992 - Diretora de Projeto Internacional envolvendo a Universidade de São Paulo, a Universidade da Coréia, em Seoul, a Universidade de Tóquio, Japão, e a Universidade da Califórnia, em Los Angeles. Título: Qualidade de Vida dos Imigrantes Coreanos em São Paulo.
- 1993 - Seminário: o papel univers ensino sindical-pesq ensi serv comunidade | São Paulo - SP FAPESP.[4]
- 1994 - An international network of specialists in workers' education and training in Brazil, FAPESP.[5]
- 1994 - Estudo sobre Trabalhadores Metalúrgicos em Osasco, financiado pela FAPESP.
- 1995 - Coordenadora da pesquisa “Qualidade de Vida dos Metalúrgicos Aposentados, Sindicato dos Trabalhadores nas Indústrias Metalúrgicas, Mecânicas e de Material Elétrico de São Paulo.
- 1996 - Foi designada pelo Reitor da USP, Prof. Flávio Fava de Moraes, para, como pesquisadora responsável,  realizar estudo sobre a Memória dos Professores Aposentados da  USP.

## Trabalhos apresentados em Congressos e Simpósios
- Brasil - Em defesa do trabalho interdisciplinar: o papel da sociologia na saúde pública, apresentado na I Jornada Brasileira de Estudos de Educação em Saúde Pública São Paulo, S.P., 1970; Inquérito epidemiológico sobre abortamento, XXII Jornada Brasileira de Ginecologia e Obstetrícia São Paulo, S.P., 1977; Programa de saúde materno-infantil na Escola Paulista de Medicina, XXII Jornada Brasileira de Ginecologia e Obstetrícia São Paulo, S.P., 1977; Utilização de grupos nominais no planejamento curricular de programas de saúde, VII Encontro Nacional de Estudos Urbanos e Rurais. São Paulo, S.P., 1981; Educação em saúde na escola: interesses na área de saúde de escolares adolescentes, apresentado no IX Encontro Nacional de Estudos Rurais e Urbanos. São Paulo, S.P., 1982;Educação em saúde na prevenção do risco de desmame precoce, II Congresso Paulista de Saúde Pública/ I Congresso Nacional da ABRASCO. São Paulo, S.P., 1983; Alguns aspectos do crescimento e desenvolvimento humanos relativos  à  sexualidade, II Congresso Paulista de Saúde Pública/ I Congresso Nacional da ABRASCO. São Paulo, S.P., 1983; Níveis de tensão no ambiente hospitalar, XI Encontro Nacional de Estudos Rurais e Urbanos. São Paulo, S.P., 1984; Padrões mínimos de educação em saúde, Reunião de Educadores de Saúde Pública. São Paulo, S.P., 1986; Implementation and evaluation of minimum standards for health education practice, Kellogg - Latin American U.C.L.A. Network (Workshop). São Paulo, S.P., 1987; Padrões mínimos da prática em educação em saúde, 2o Congresso Brasileiro de Saúde Coletiva/ 3o Congresso Paulista de Saúde Pública, São Paulo, 1989; Saúde do trabalhador no Brasil, um compromisso incompleto, Candeias, N.M.F. I Seminário sobre Segurança e Saúde do Trabalhador - Experiências Educacionais Ministério do Trabalho, FUNDACENTRO. São Paulo, S.P., 1990; Educação para segurança e saúde do trabalhador, Congresso Nacional de Prevenção de Acidentes do Trabalho - XXI CONPAT. São Paulo, S.P., 1991; Japanese descendants in Brazil: imigration history and demographic and vital statístics, reunião internacional: "Imigration and Quality of life", realizada na Vice-Reitoria da USP, 1992; Indicadores de promoção de saúde de trabalhadores metalúrgicos em Osasco, São Paulo, Sessão Poster, Faculdade de Saúde Pública, USP, 1992.

- Canadá, Inglaterra, Estados Unidos, Finlândia, Holanda, Puerto Rico - Group dynamics at  a school of public health: a pioneer experiment,  9th. International Conference on Health Education. Ottawa, Canada, 1977; Inglaterra: The use of ppm (program planning model) for assessing schoolchildren's, parents' and teachers' educational needs in a public school in São Paulo, Brazil , Sessão Plenária 10th International Conference on Health Education. Londres, Inglaterra, 1979 – esse estudo foi selecionado como "Keynote Paper" da "10th  International Conference on Health Education", em Londres, 1979; Estados Unidos: Competency indicators for health education programs with emphasis on manpower development and training in primary health case/ Credentialling for health education in various countries of the world / Indicators of community participation for health promotion – esses três trabalhos foram apresentados no XIII World Conference on Health Education, Houston, Estados Unidos, 1988. Finlândia: The role of delineation process in Brazil, sessão  especial / Stress en un Instituto de Cardiologia en São Paulo, Brasil, sessão poster – trabalhos apresentados no XIV World Conference on Health Education, 1991. Helsinki; Holanda: Workers' risk perception in Brazil, a challenge for health promotion and education planning / An international network of specialists in workers' education and training in Brazil, trabalhos apresentados durante a realização do Congresso Education and Training: The Gateway to Quality in Occupational Health and Safety, 24-28 April, 1994; Puerto Rico: Candeias, N.M.F. & MacDonald, G. Promoting Health through an Innovative Curriculum Experience from the School of Public Health, University of São Paulo. Abstracts. San Juan International Union for Health Promotion and Education, 1998, p. 198-9. Trabalho apresentado na World Conference on Health Promotion and Education, 16, San Juan, 1998.

## Participação em Reuniões Científicas
- No Brasil - I Jornada Brasileira de Estudos de Educação em Saúde, 1970; XXIII Reunião Anual da Sociedade Brasileira para o Progresso da Ciência, 1971, VII Congresso internacional de Educação em Saúde Pública, 1973; Reunião Científica de Nutrição, 1973; III Jornada Brasileira de Estudos de Educação em Saúde, 1973; X Reunião de docentes de Medicina Preventiva do Estado de São Paulo, 1973; Simpósio Internarional “Dorothy Nyswander”, 1974; Ciclo de estudos sobre Saúde, 1975; IV Jornada Brasileira de Estudos de Educação em Saúde; Reunião do Grupo de Pesquisa RENUMI, com o patrocínio da Fundação Ford, 1976; I Encontro nacional de Professores de Farmacognosia, 1976; IX Conferencia Internacional de Educação em Saúde, 1976, III Jornada Brasileira de Ginecologia e Obstetrícia, 1977, Seminário sobre Alternativas do Desenvolvimento, 1977; Simpósio sobre Planejamento Familiar, 1977; XIX Congresso Brasileiro de Higiene e I Congresso Paulista de Saúde Pública, 1977; Simpósio sobre Planejamento Familiar, 1978; Seminário Alternativas de Desenvolvimento  de Infraestrutura e Serviços Humanos, 1878; II congresso sobre Educação Sexual nas Escolas, São paulo, 1979; Simpósio Pró-Infância, São Paulo, 1980; Forum internacional de Avaliação e Pesquisa em Educação, São Paulo, 1980; Projeto Educativo de Incentivo ao Aleitamento materno, 1981; Primeira Encontro sobre Aleitamento materno, 1981; I Seminário Pró-Família, São Paulo, 1981; VII Encontro Nacional de Estudos Rurais e Urbanos, São Paulo, 1981; Encontro de Experiências de Educação e Saúde da Região Norte, Belém, Pará, 1982; I Encontro Estadual de Educação em saúde, 1982; Encontro Programas de Saúde – Aspectos do Crescimento e Desenvolvimento Humano, 1982;  Seminário de Integração Docente-Assistencial, patrocinado pela FEPAFEN,OPS e Fundação W.K.KELLOGG, Faculdade de Saúde Pública, 1982; IX Encontro Nacional de Estudos Rurais e Urbanos, Departamento de Ciências Sociais da Faculdade de Filosofia, Letras e Ciências Humanas, 1982; XII Encontro de Educadores de Saúde Pública, Piracicaba, 1983; Seminário de Integração Docente-Assistencial, São Paulo, 1983; 1º Encontro Interdisciplinar sobre a Mulher, São Paulo, 1984; Reunião Latino-Americana e Seminário Brasileiro sobre Assistência Primária à Saúde, Ribeirão Preto, 1984; V Congresso Brasileiro de Saúde escolar, I Congresso Brasileiro de Coordenadores e Supervisores de Merenda Escolar, Rio de Janeiro, 1984; XI Encontro Nacional de Estudos Rurais e Urbanos,  Departamento de Ciências Sociais da Faculdade de Filosofia, Letras e Ciências Humanas 1984; Seminário sobre Bibliotecas Universitárias, São Paulo, 1984; Treinamento em Educação Sexual, São paulo, 1984; Participação Comunitária na Rede de Serviços de Saúde, São Paulo, 1984; Seminário sobre Ensino de Administração Sanitária de Emergência nos Desastres Naturais, São Paulo, 1984; I Jornada Brasileira sobre Prevenção de Acidentes por Agentes Químicos na Infância, Faculdade de Saúde Pública, Instituto da Criança, USP, 1985, Organizadora; XIII Encontro de Educadores de Saúde Pública; 1985, Ciclo de Conferências sobre Acidentes na Infância e Saúde da Mulher, Comissão Organizadora, 1985; I Congresso Nacional de Segurança Viária, Palácio das Convenções - Parque Anhembi, 31 de março a 3 de abril de 1986; Seminário Uso da Pesquisa Social em Educação no Controle de Doenças Tropicais, Universidade Federal da Bahia, 1986 (representante de FSP,USP); Ministério da Saúde, A Problemática da AIDS nas Empresas, São Paulo, 1989,  coordenação de simpósio; III Encontro de Pesquisa em Saúde Pública, Faculdade de Saúde Pública, USP, 1990; Seminário de Educação em Saúde, Secretária de Estado da Saúde, 1990, apresentação de experiências; I Seminário sobre Segurança e Saúde do Trabalhador - Experiências Educacionais, FUNDACENTRO, São Paulo, 1990, palestra e relato de experiência; Reunião na Escola Nacional de Saúde Pública, Rio de Janeiro, 1990, para discussão do projeto "Fluoretação do Sal de Cozinha"; I Encontro Nacional de História Oral, Centro de Estudos Rurais e Urbanos, CERU/USP, 1990; Seminário, Saúde e Movimentos Sociais, Faculdade de Medicina, USP, 1993; Seminário, Sindicato dos Metalúrgicos de Osasco, 1993, para planejamento das atividades do sindicato na área da saúde; Jornada Oscar Freire, realizada no Departamento de Medicina Legal, Ética Médica e Medicina Social e do Trabalho, Faculdade de Medicina, USP, com participação em debates; International Seminar on Trade Union Leaders' Education for Workers' Health Promotion (coordenadora), Faculdade de Saúde Pública, USP, 1993; Departamento Intersindical de Estudos e Pesquisa de Saúde e dos Ambientes de Trabalho, DIESAT, 1993, para estudo de cláusulas.

- No exterior - Reunião Consultiva de Comunicação e População, Santiago, Chile, 1978; 10th International Conference on Health Education, London, 1979; 8th Annual Wellness Promotion Strategies Conference, University of Wisconsin, Stevens Point, USA, 1983; National Working Conference on School Health Education, Department of Health and Human Services, Bethesda, Maryland, USP,1983; Fifth conference for Innovators of Community Health Promotion, Houston, Texas, 1983; Encontro “Educación para el autocuidado em salud, Pontifícia Universidad Católica de Chile, 1985; Kellogg, Latin America U.C.L.A. Network Workshop, Faculdade de Saúde Pública, USP, São Paulo, 1988; XIII World Conference on Health Education, Houston, Texas, 1988, onde participou como representante do Brasil na  "Sessão de Abertura"; HIV Center for Clinical and Behavioral Studies, School of Public Health, 1988, para discutir aspectos teóricos e práticos do controle da AIDS nos Estados Unidos e no Brasil; Taller de Educación y Promoción de Salud en Latinoamerica, Chile, 1989, para discutir a criação de uma rede de pesquisadores na área da Promoção da Saúde, onde apresentou o trabalho intitulado  Indication of Worker's Health Promotion; Finnish Council, Helsinki, Finland, 1990, onde atuou como "Member of the Board of Trustees/International Union for Health Education", colaborando no planejamento da XIV World Conference on Health Education; XIV World Conference on Health Education, Helsinki, Finland, 1991, trabalhos apresentados - The role delineation process in Brazil, Stress in an Institute of Cardiology in São Paulo, Brasil; Project Development Workshop, School of  Public Health , U.C.L.A., U.S.A., 1991, planejamento de pesquisa de natureza internacional; The Sundsvall Conference on Supportive Environment, Sundswall, Sweden, 1992,  coordenadora de um dos Grupos de Trabalho e uma das autoras de  documento oficial do congresso; Project Development Workshop, Vice-Reitoria, USP, 1992, Coordenadora, no Brasil, de pesquisa que se realizou em 4 paises - Brasil, Estados Unidos, Coréia e Japão.

## Militância no IHGSP
Nelly Candeias contribuiu pessoalmente para divulgar as biografias das mulheres que participaram no IHGSP. Desde 2011, aproximou grupos sociais marginalizados, como indígenas e negros. Criou a Comissão de Acesso aos Direitos da Cultural e o Conselho de Paz. Admiradora do geógrafo Milton Santos, seu principal empenho, atualmente, o respeito pela diversidade e o combate a preconceitos raciais na entidade que dirige, de acordo com os princípios da Cultura de Paz. Assinou acordo com o Professor José Vicente, Reitor da Universidade Zumbi dos Palmares. Na mesma instituição, colaborou para sessões culturais dirigidas ao público da cidade de São Paulo: a Sala de Artes Paulistanas, cujo curador é Samuel Kerr; a Sala de Exposições, dirigida pelo arquiteto e museólo Julio Abe, assim como o Auditório, cujo responsável é o Maestro Mario Albanese.